# Proasellus gjorgjevici
Proasellus gjorgjevici là một loài chân đều trong họ Asellidae. Loài này được Karaman miêu tả khoa học năm 1933.